# Carlo Alberto dalla Chiesa
Carlo Alberto dalla Chiesa (Saluzzo, 27 settembre 1920 – Palermo, 3 settembre 1982) è stato un generale e prefetto italiano.
Figlio di un generale dei Carabinieri, Romano dalla Chiesa, originario di Parma, e di Maria Laura Bergonzi, originaria di Piacenza, entrò nell'Arma durante la seconda guerra mondiale e partecipò alla Resistenza. Dopo la guerra combatté il banditismo prima in Campania e successivamente in Sicilia; dopo vari periodi a Firenze, Como, Roma e Milano, tra il 1966 e il 1973 fu nuovamente in Sicilia dove, con il grado di colonnello, comandante della Legione Carabinieri di Palermo, indagò su Cosa nostra. Divenuto generale di brigata a Torino dal 1973 al 1977, fu protagonista della lotta contro le Brigate Rosse; su sua proposta venne creato il "Nucleo Speciale Antiterrorismo" attivo tra il 1974 e il 1976. Promosso generale di divisione, fu nominato nel 1978 coordinatore delle forze di polizia e degli agenti informativi per la lotta contro il terrorismo, con poteri speciali. Dal 1979 al 1981 comandò la Divisione Pastrengo a Milano, competente per tutto il nord Italia; tra il 1981 e il 1982 fu vicecomandante generale dell'Arma con il grado di Generale di corpo d'armata.
Nel 1982 venne nominato anche prefetto di Palermo con l'incarico di contrastare Cosa nostra così come aveva fatto nella lotta al terrorismo. Nel capoluogo siciliano fu ucciso pochi mesi dopo il suo insediamento, nella strage di via Carini in cui perirono anche la moglie Emanuela Setti Carraro e l'agente di scorta Domenico Russo. Fu insignito di medaglia d'oro al valore civile alla memoria; la salma è attualmente tumulata nel cimitero della Villetta a Parma.

## Biografia

### La carriera militare e la partecipazione alla seconda guerra mondiale
Figlio dell'ufficiale dell'Arma Romano dalla Chiesa e di Maria Laura Bergonzi, scoppiata la seconda guerra mondiale entra nel 1941 nel Regio Esercito, dapprima frequentando la scuola allievi ufficiali di complemento di Spoleto, in seguito prestò servizio in Fanteria come sottotenente nel 120º Reggimento fanteria "Emilia" partecipando per dieci mesi all'occupazione del Montenegro, durante la quale ricevette due croci di guerra al valore combattendo contro l'esercito ed i partigiani jugoslavi. Nel 1942 transitò nei Reali Carabinieri (dove già prestava servizio il fratello Romolo), e come primo incarico venne mandato a comandare la tenenza di San Benedetto del Tronto, dove rimase fino alla proclamazione dell'armistizio dell'8 settembre 1943.

### Il ruolo nella resistenza italiana
Passò poi nel Gruppo Carabinieri di Ascoli Piceno; un giorno venne aggredito da un partigiano comunista. I partigiani della zona sospettavano che lui fosse responsabile del blocco dei rifornimenti di armi che gli alleati periodicamente inviavano via mare. Successivamente, a causa del suo rifiuto di collaborare nella caccia ai partigiani, venne preso di mira dai nazisti, ma riuscì a fuggire prima che le SS potessero catturarlo.
Dopo la fuga, prese parte alla resistenza italiana operando in clandestinità nelle Marche fino al dicembre 1943, unendosi poi alla "Brigata Patrioti Piceni" attiva nella zona di Colle San Marco, una località di montagna, dove organizzò gruppi per fronteggiare i tedeschi. In seguito, divenne uno dei responsabili delle trasmissioni radio clandestine di informazioni per gli alleati, nascosto in un'abitazione privata presso la città di Martinsicuro, in Abruzzo.
Prima dell'armistizio, nel luglio del 1943, si era anche laureato in giurisprudenza presso l'Università degli Studi di Bari, città in cui il padre Romano era comandante della locale Legione Carabinieri.
Nel dicembre dello stesso anno passò le linee nemiche raggiungendo le truppe alleate in una zona d'Italia già liberata del Regno del Sud. Venne poi inviato a Roma per seguire gli alleati nel loro ingresso nella capitale, dove nel luglio 1944 venne incaricato di garantire la sicurezza della sede della Presidenza del Consiglio dei ministri dell'Italia liberata. Sempre nel 1944 fu inviato a comandare una tenenza a Bari, dove riuscì a conseguire la seconda laurea, in scienze politiche, per la quale frequentò alcune lezioni tenute dall'allora docente Aldo Moro. Sempre a Bari conobbe Dora Fabbo figlia di un ufficiale dei carabinieri che nel 1946 diventò sua moglie.
Dopo la guerra, per la sua partecipazione alla resistenza, gli venne attribuito il Distintivo di Volontario della Guerra di Liberazione, e guadagnò il passaggio in servizio permanente effettivo nell'Arma dei Carabinieri per merito di guerra.

### L'impegno contro il banditismo in Campania e in Sicilia

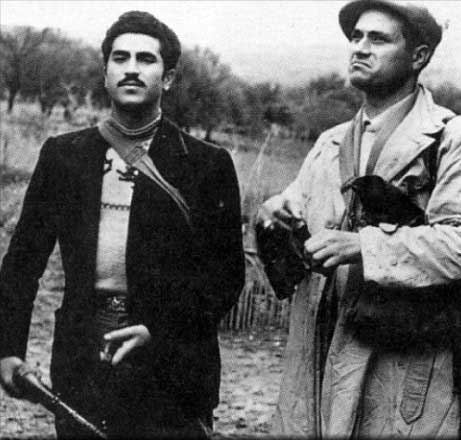
I banditi siciliani Gaspare Pisciotta e Salvatore Giuliano

Fu destinato poi in Campania, al Comando Compagnia di Casoria (Napoli), dove nel 1947 nacque la figlia Rita. Durante la permanenza a Casoria si distinse nelle operazioni di lotta al banditismo. Nel 1948 fu al comando di una Compagnia a Firenze. Dopo l'esperienza a Casoria fu inviato, nel 1949, in Sicilia, dove il suocero era comandante della Legione di Palermo, presso il Comando forze repressione banditismo, agli ordini del colonnello Ugo Luca, formazione interforze costituita per eliminare le bande di criminali indipendentisti nell'isola, come quella del bandito Salvatore Giuliano. Qui comandò prima il Gruppo Squadriglie di Corleone e poi svolse ruoli importanti e di grande delicatezza come quello di Capo di stato maggiore del Comando, meritando anche una medaglia d'argento al valor militare. 
In quel periodo indagò anche sulla scomparsa a Corleone, poi rivelatasi omicidio, del sindacalista socialista Placido Rizzotto, giungendo a indagare e incriminare l'allora emergente boss della mafia Luciano Liggio. Il posto di Rizzotto sarebbe stato preso dal politico comunista Pio La Torre che Dalla Chiesa conobbe in tale occasione e che in seguito fu anch'egli ucciso dalla mafia.
Nel novembre del 1949, a Firenze, nacque il suo secondo figlio Nando. Il 23 ottobre 1952, sempre a Firenze, nacque la terza figlia, Simona.
Terminato nel luglio 1950 il periodo in Sicilia, venne trasferito prima a Firenze dove restò fino al 1952, successivamente a Como, dal 1955 a Milano e dal 1963 promosso tenente colonnello presso il comando della IV Brigata di Roma. Nel 1964 passò al nucleo di polizia giudiziaria presso la Corte d'appello di Milano, che poi comandò come gruppo di p.g..

### La nomina a comandante della Legione carabinieri in Sicilia

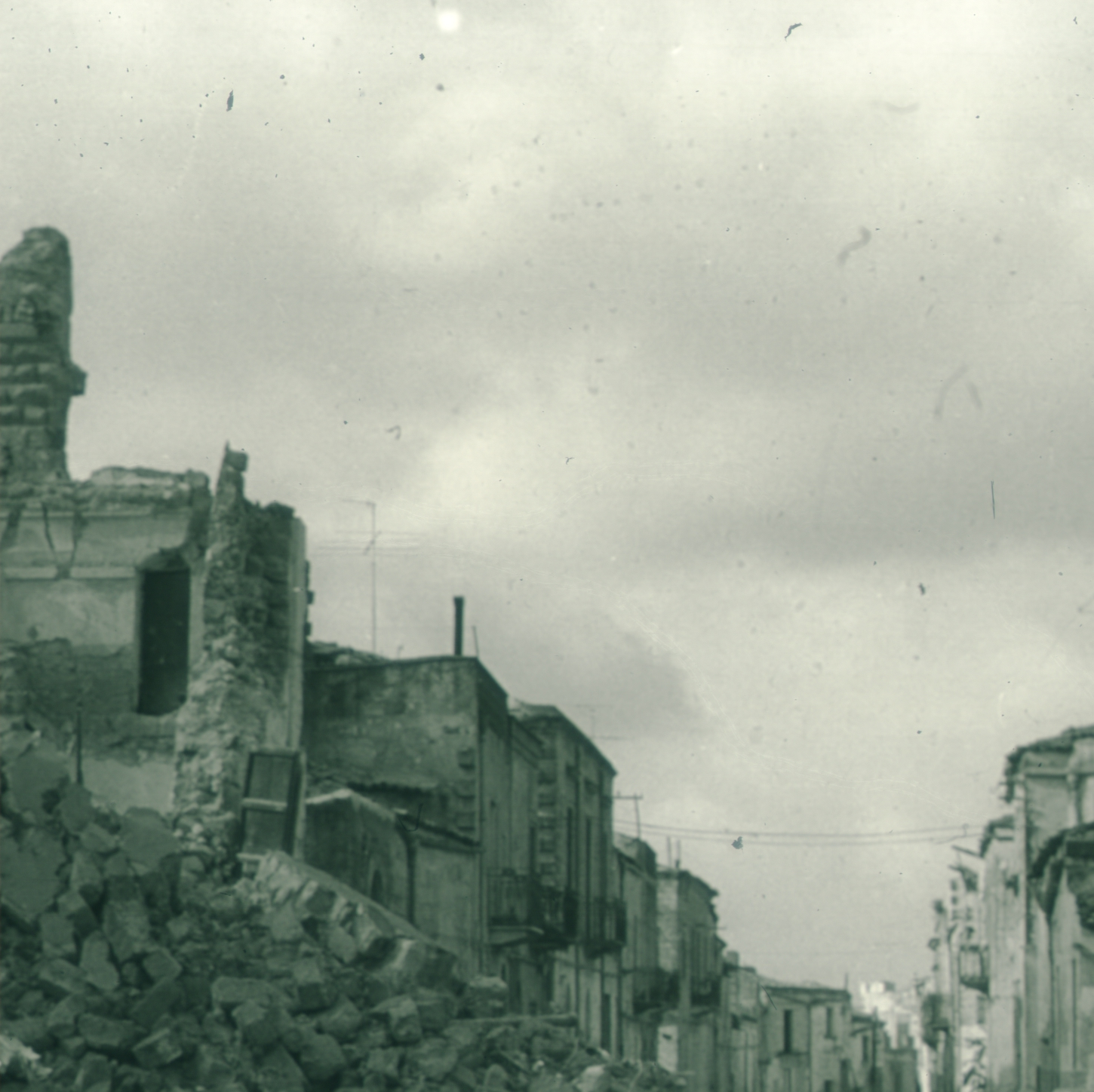
1968 Terremoto del Belice. Foto di Karl Oppolzer

Dal 1966 al 1973 ritornò in Sicilia con il grado di colonnello, al comando della Legione carabinieri di Palermo. Incominciò particolari indagini per contrastare Cosa nostra, che nel 1966 e 1967 sembrava aver abbassato i toni dello scontro che si era verificato nei primi anni sessanta. Intanto nel gennaio 1968 intervenne coi suoi reparti in soccorso delle popolazioni del Belice colpite dal terremoto, riportandone una medaglia di bronzo al valor civile per la personale partecipazione "in prima linea" alle operazioni, oltre che la cittadinanza onoraria di Gibellina e Montevago.
Nel 1969 riesplose in maniera evidente lo scontro interno tra le famiglie mafiose con la strage di Viale Lazio, nella quale perse la vita il boss Michele Cavataio. Nel 1970 il col. Dalla Chiesa svolse indagini sulla scomparsa del giornalista Mauro De Mauro, sposando fin dall'inizio la "pista droga", che ne spiegava il sequestro con una vendetta della mafia per gli articoli pubblicati contro il traffico di stupefacenti.

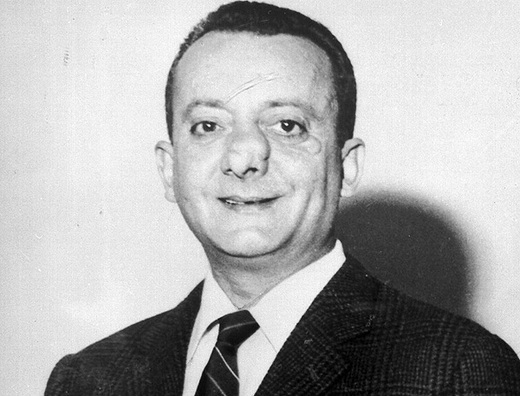
Il giornalista Mauro De Mauro, rapito a Palermo la sera del 16 settembre 1970, presumibilmente da sicari di Cosa nostra.

In tutt'altra direzione si mossero le indagini della Polizia, sotto la direzione del commissario Boris Giuliano, capo della Squadra Mobile di Palermo, anch'egli in seguito ucciso dalla mafia mentre cominciava a intuire le connessioni tra mafia e alta finanza.

Il procuratore della Repubblica di Palermo Pietro Scaglione, assassinato da Cosa nostra il 5 maggio 1971.

Nel 1971 si trovò a indagare sull'omicidio del procuratore della Repubblica di Palermo Pietro Scaglione. Sempre nello stesso anno partecipò alle indagini del caso del mostro di Marsala Michele Vinci, che aveva rapito e ucciso tre bambine a Marsala, indagini che furono coordinate dall'allora procuratore di Marsala, Cesare Terranova.
Sempre dalla fine degli anni '60, Dalla Chiesa iniziò anche una proficua collaborazione con la Commissione parlamentare antimafia, cui presentò numerosi rapporti e schede di mafiosi e venne citato in audizione numerose volte dai suoi membri per illustrare lo stato delle inchieste antimafia. Il risultato delle indagini sulle cosche mafiose fu il famoso "Rapporto dei 114" del giugno 1971 (Albanese Giuseppe + 113), redatto congiuntamente da Polizia e Carabinieri il quale denunciava centinaia di mafiosi per associazione a delinquere, tra cui numerosi boss del calibro di Stefano Bontate, Gaetano Badalamenti, Giuseppe Calderone, Gerlando Alberti e Gaetano Fidanzati; le indagini che sfociarono nel rapporto vennero condotte da Dalla Chiesa in prima persona e dal suo stretto collaboratore, il capitano Giuseppe Russo, e furono possibili grazie alla collaborazione degli uomini del commissario Boris Giuliano. L'innovazione voluta da Dalla Chiesa fu quella di non mandare i boss arrestati al confino nelle periferie delle grandi città del Nord Italia; pretese invece che le destinazioni fossero le isole di Linosa, Asinara e Lampedusa.

### Il contrasto alle Brigate Rosse
Nell'ottobre 1973 divenne comandante della 1ª Brigata Carabinieri (con sede a Torino), con competenza sulle legioni Carabinieri di Torino, di Alessandria e di Genova che comprendevano le aree del Piemonte, Valle d'Aosta e Liguria, e promosso al grado di generale di brigata.
Si trovò a contrastare il crescente numero di episodi di violenza portati avanti dalle Brigate Rosse e il loro progressivo radicarsi negli ambienti operai. Per fare ciò, utilizzò i metodi che già aveva sperimentato in Sicilia contro le organizzazioni mafiose, infiltrando alcuni uomini all'interno dei gruppi terroristici, al fine di conoscere perfettamente i loro schemi di potere interno.

Il giudice Mario Sossi, prigioniero delle Brigate Rosse.

Nell'aprile del 1974 le Brigate Rosse rapirono il giudice genovese Mario Sossi; in cambio della sua liberazione le BR volevano ottenere la liberazione di otto detenuti della Banda 22 ottobre.
Nel maggio dello stesso anno, il generale Dalla Chiesa, insieme al procuratore generale di Torino Carlo Reviglio della Veneria, mise fine a un tentativo di fuga dal carcere di Alessandria di tre detenuti che annoveravano al loro interno il militante di Lotta Continua Cesare Concu e l’ex rapinatore Everando Levrero, unico sopravvissuto. Il gruppo aveva preso in ostaggio degli assistenti e operatori sociali, ma il magistrato e il generale (criticati poi di aver utilizzato metodi poco ortodossi) ordinarono un intervento armato che si concluse con l'uccisione di due detenuti, di due agenti di custodia, del medico del carcere, di un insegnante e di un'assistente sociale.
Dopo avere selezionato dieci ufficiali dell'arma, Dalla Chiesa creò, sempre nel maggio del 1974, una struttura antiterrorismo, denominata Nucleo Speciale Antiterrorismo, con base a Torino, che avrebbe dovuto limitarsi ad indagare sul sequestro Sossi ma allargò il suo raggio d'azione, stabilendo un importante rapporto di collaborazione con il giudice istruttore Gian Carlo Caselli, che pure indagava sulle B.R. Nel settembre del 1974 il Nucleo riuscì a catturare a Pinerolo Renato Curcio e Alberto Franceschini, esponenti di spicco e fondatori delle Brigate Rosse, grazie anche alla determinante collaborazione di Silvano Girotto, detto "frate mitra", dirigendo le indagini dall'attuale Comando Provinciale Carabinieri di Torino, edificio unito alla Scuola allievi Carabinieri "Cernaia". Il regista dell'operazione fu il cap. Gustavo Pignero, giunto ai vertici del SISMI. Nell'ottobre dello stesso anno durante una perquisizione a Robbiano - frazione di Mediglia - vennero ritrovati alcuni dossier interni alle BR.

Renato Curcio, uno dei fondatori storici delle Brigate Rosse, arrestato da Dalla Chiesa

Nel febbraio del 1975 Curcio riuscì a evadere dal carcere di Casale Monferrato, grazie a un intervento di un nucleo delle BR, capeggiato dalla stessa moglie del brigatista, Margherita "Mara" Cagol.
Sempre nel 1975, i Carabinieri intervennero per la liberazione di Vittorio Vallarino Gancia, rapito dalle BR a scopo di estorsione; dopo un violento e drammatico scontro a fuoco con l'impiego di armi automatiche e bombe a mano, l'ostaggio venne liberato incolume, ma nel corso dell'azione morirono l'appuntato dei carabinieri Giovanni D'Alfonso e il capo del nucleo brigatista Margherita Cagol, e furono gravemente feriti altri due carabinieri, tra cui il tenente Umberto Rocca che perse un braccio e un occhio. Nonostante i successi conseguiti nella lotta al terrorismo nel 1976 il Nucleo Antiterrorismo di Dalla Chiesa venne sciolto, a seguito delle critiche formulate da più parti ai metodi utilizzati nell'infiltrazione degli agenti tra i brigatisti e sulla tempistica dell'arresto di Curcio e Franceschini.
Rimase al comando della brigata CC di Torino fino al marzo 1977, e a maggio Dalla Chiesa fu nominato coordinatore del Servizio di sicurezza della Direzione generale degli istituti di prevenzione e pena con l'incarico specifico di selezionare gli istituti di pena da destinare a carceri di massima sicurezza e di dirigerne la sorveglianza; così in luglio, facendo largo uso di uomini e mezzi (come elicotteri), alcune centinaia di terroristi di destra e di sinistra di elevata pericolosità furono trasferiti nelle prime carceri speciali allestite da Dalla Chiesa. In dicembre fu promosso al grado di generale di divisione.
Nel febbraio del 1978 Dalla Chiesa perse la moglie Dora, stroncata in casa a Torino da un infarto. Per il generale fu un duro colpo, che lo lasciò per qualche tempo nella disperazione e lo indusse successivamente a dedicarsi completamente alla lotta contro i brigatisti.
Il 9 agosto 1978 fu infatti nominato Coordinatore delle Forze di Polizia e degli Agenti Informativi per la lotta contro il terrorismo, con poteri speciali per diretta determinazione governativa. Era una sorta di Nucleo operativo speciale, alle dirette dipendenze del ministro dell'Interno Virginio Rognoni, creato con particolare riferimento alla lotta alle Brigate Rosse e alla ricerca degli assassini del leader democristiano Aldo Moro, rapito e ucciso pochi mesi prima.

Patrizio Peci, storico "pentito" delle Brigate Rosse

La concessione di poteri speciali a Dalla Chiesa fu veduta da taluni come pericolosa o impropria (le sinistre estreme la catalogarono come "atto di repressione"). Ricevuto l'incarico Dalla Chiesa decise di stringere il cerchio intorno ai vertici delle Brigate Rosse. In una perquisizione successiva a due arresti (Lauro Azzolini e Nadia Mantovani) in via Montenevoso a Milano, vennero ritrovate alcune carte riguardanti Aldo Moro, tra le quali un presunto memoriale dello stesso leader democristiano.
Nel dicembre 1979 venne trasferito nuovamente a Milano, promosso al comando della Divisione interregionale Pastrengo. Particolarmente importanti furono i successi contro le Brigate Rosse, ottenuti a seguito dell'arresto di Rocco Micaletto e di Patrizio Peci nel febbraio 1980: autorizzato dal giudice Caselli, Dalla Chiesa riuscì a convincere Peci a collaborare con loro e partecipò in prima persona ai suoi interrogatori. Peci fu il primo pentito nella storia delle B.R. e che con le sue rivelazioni contribuì ad infliggere pesanti colpi all'organizzazione terroristica, come l'irruzione di via Fracchia, con cui fu sgominata la colonna genovese che si ricostituì presto con l'arrivo di nuovi aderenti soprattutto giovani, ma anche inesperti.
Il Generale restò al comando della divisione Pastrengo sino al dicembre 1981.

### La nomina a vicecomandante dell'Arma
Il 16 dicembre 1981 infatti Dalla Chiesa venne nominato Vicecomandante generale dell'Arma, carica che aveva già rivestito il padre. Si trattava della massima carica raggiungibile per un ufficiale generale dei Carabinieri, giacché all'epoca il Comandante generale dell'Arma non poteva essere un Carabiniere (all'epoca i Carabinieri erano ancora la prima Arma dell'Esercito, con la particolarità che i suoi ufficiali generali non uscivano dall'Arma per confluire nello Stato maggiore così come i generali dell'Esercito, con la sola eccezione del Comandante, non potevano entrare nel Comando Generale dell'Arma).
Il comandante generale, così come per la Guardia di Finanza, non poteva essere un carabiniere, ma un generale di corpo d'armata.

### La nomina a prefetto di Palermo e il secondo matrimonio
Nominato il 6 aprile 1982 dal Consiglio dei ministri prefetto di Palermo, posto contemporaneamente in congedo dall'Arma, il 30 aprile si insediò in città, il giorno dell'omicidio di Pio La Torre, che era stato tra coloro che avevano sostenuto la sua nomina a prefetto. Il tentativo del governo Spadolini I era quello di ottenere contro Cosa nostra gli stessi brillanti risultati ottenuti contro le Brigate Rosse. Dalla Chiesa inizialmente si dimostrò perplesso su tale nomina, ma poi venne convinto dal ministro Virginio Rognoni, che gli promise poteri fuori dall'ordinario per contrastare la guerra tra le cosche che insanguinava l'isola.

Il precedente 30 marzo, non appena si era diffusa la notizia della prossima nomina di Dalla Chiesa, il sindaco di Palermo Nello Martellucci rilasciò un'intervista in cui affermava: «parlare [...] di mafia significa voler criminalizzare tutta una popolazione ed il potere politico che essa democraticamente esprime, facendo sospettare chissà quali connivenze». Dalla Chiesa interpretò quelle parole come un preciso avvertimento nei suoi confronti. Infatti il sindaco non si recò nemmeno a rendergli una visita ufficiale dopo il suo insediamento ma dovette andare lui ad incontrarlo a Palazzo delle Aquile, sede del Comune di Palermo. Dalla Chiesa commentò quell'episodio con amarezza: 
Il 5 aprile 1982, giorno in cui fu collocato in ausiliaria con il grado di generale di corpo d'armata, egli tenne il discorso di commiato dall'Arma presso il Comando Generale, il cui testo integrale è stato pubblicato nel 2018..

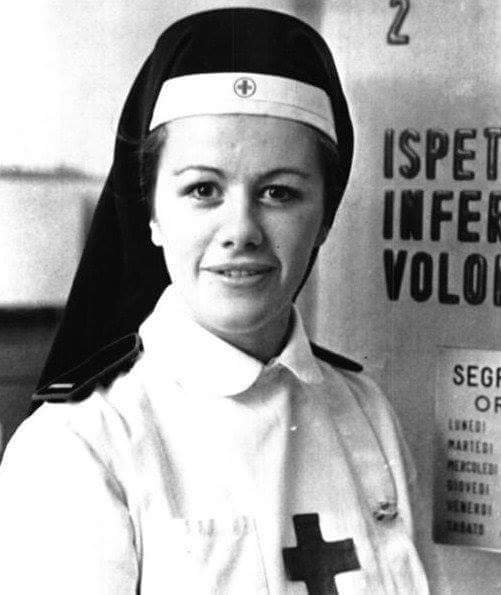
In divisa da crocerossina, Emanuela Setti Carraro, seconda moglie di Dalla Chiesa, assassinata da Cosa nostra assieme al marito

Il 16 giugno, Dalla Chiesa andò ad omaggiare i tre carabinieri brutalmente assassinati sulla circonvallazione di Palermo mentre stavano scortando in un altro carcere il boss catanese Alfio Ferlito, vero obiettivo dell'agguato: il Prefetto, dinanzi ai tre carabinieri massacrati, trattenne a stento le lacrime. Nella strage fu utilizzato lo stesso mitragliatore kalashnikov che sarà impiegato per uccidere Dalla Chiesa e la moglie.

A Palermo lamentò più volte il mancato rispetto degli impegni assunti dal governo e la carenza di sostegno da parte dello Stato. Tuttavia cercò l'appoggio della società civile: il 17 maggio, riunì a Corleone quindici sindaci di alcuni comuni del circondario per uno scambio di vedute. In giugno incontrò gli studenti dell'Istituto Gonzaga e quelli del Liceo classico Garibaldi. Rispondendo alla domanda di uno studente, ebbe a dire:
Infine intervenne ad un convegno della Lega contro la droga, associazione fondata da alcuni genitori di ragazzi tossicodipendenti, in cui dichiarò:
Esprimendo la sua disapprovazione per il fatto che i promessi "poteri speciali" tardavano ad arrivare (e in realtà lo Stato non glieli concesse mai: sarebbero arrivati solo al suo successore Emanuele De Francesco), disse amaramente:
Il 10 luglio nella cappella del castello di Ivano-Fracena, in provincia di Trento, sposò in seconde nozze Emanuela Setti Carraro, una crocerossina volontaria proveniente da una famiglia della borghesia milanese, di trent'anni più giovane. 
A metà luglio, Dalla Chiesa dispose che fosse trasmesso alla Procura di Palermo il cosiddetto rapporto dei 162 (Greco Michele + 161), che aveva portato a 20 arresti e 160 denunciati a Palermo, Napoli, Milano, Torino, Varese e Roma per una vasta gamma di reati, dall'omicidio al traffico di droga: la retata fu portata a termine la notte della vittoria della Nazionale ai campionati mondiali di calcio. Tale rapporto di denunzia, steso congiuntamente dal commissario di polizia Ninni Cassarà e dai capitani dei carabinieri Tito Baldo Honorati e Angiolo Pellegrini, ricostruiva, attraverso scrupolose indagini e riscontri, l'organigramma delle famiglie mafiose palermitane coinvolte nella guerra di mafia allora in corso.
Il 7 agosto, a seguito di una telefonata anonima, furono scoperti due cadaveri incaprettati all'interno del bagagliaio di un automobile abbandonata a pochi metri dalla stazione dei carabinieri di Casteldaccia. La sera stessa del macabro ritrovamento, il Prefetto Dalla Chiesa convocò una riunione del Comitato provinciale per l’ordine e la sicurezza pubblica, nel corso del quale venne disposto il potenziamento dei servizi di controllo del territorio e il Prefetto emise un comunicato in cui chiedeva la collaborazione della popolazione nelle indagini. Ciononostante, due giorni dopo avvennero altri tre omicidi commessi simultaneamente in angoli diversi della città e seguiti da una strana telefonata anonima al quotidiano L'Ora: «Pronto, siamo l'équipe dei killer del triangolo della morte: con i fatti di stamattina l'operazione che chiamiamo "Carlo Alberto", in onore del prefetto, è quasi conclusa. Dico quasi conclusa». 
Il 10 agosto, il Prefetto rilasciò un'intervista a Giorgio Bocca, in cui dichiarò ancora una volta la carenza di sostegno e di mezzi, necessari per la lotta alla mafia, che nei suoi piani doveva essere combattuta strada per strada, rendendo palese alla criminalità la massiccia presenza di forze di polizia; inoltre nell'intervista Dalla Chiesa dichiarò:

Poi aggiunse:
Il contenuto dell'intervista provocò il risentimento dei Cavalieri del Lavoro catanesi Carmelo Costanzo, Mario Rendo, Gaetano Graci e Francesco Finocchiaro (i proprietari delle quattro maggiori imprese edili catanesi, alle quali si riferiva Dalla Chiesa), e l'inizio di una polemica in forma ufficiale da parte dell'allora presidente della Regione siciliana Mario D'Acquisto, che invitò pubblicamente Dalla Chiesa a specificare il contenuto delle sue dichiarazioni e ad astenersi da tali giudizi qualora tali circostanze non fossero state provate («I discorsi che si sono fatti a proposito di questi fatti sono molto gravi. Io chiederò chiarimenti. Se sono cose vere bisognerà ricarvarne tutte le conseguenze. Se non sono vere...»). Il prefetto di Catania, Francesco Abatelli, dichiarò in un'intervista al quotidiano La Repubblica che a Catania «la mafia non c'è». Anche il sindaco Martellucci rilasciò analoghe dichiarazioni in risposta all'intervista a Bocca («Qui si finge di non capire. Anche la stampa sembra non capire. La mafia è certo un fenomeno di patologia sociale. Ma non si può curare soltanto la sintomatologia che pure va affrontate e duramente. Insomma non si possono dimenticare le cause, i problemi sociali»).
Il 12 agosto, Dalla Chiesa partecipò, insieme al Presidente della Regione D'Acquisto, al Comitato nazionale per l’ordine e la sicurezza pubblica, convocato a Roma a seguito dell'assassinio del medico legale Paolo Giaccone (ucciso perché si era rifiutato di modificare una perizia a favore di un mafioso) e di altri due omicidi di matrice mafiosa e una «lupara bianca» avvenuti nel giro di 48 ore tra Palermo e Villabate. Al termine della riunione, il ministro Rognoni promise di inviare a Palermo più uomini e mezzi di rinforzo. Tuttavia l’attribuzione dei poteri di coordinamento nazionale antimafia a Dalla Chiesa sembrava ormai tramontata a causa di una dichiarazione del Presidente D'Acquisto al quotidiano L'Ora: «Il Ministro [Rognoni, n.d.r] non me ne ha parlato perché evidentemente pensa di realizzarlo riunendo più spesso il Comitato». Il sindaco Martellucci, nuovamente intervistato, affermò: «Dalla Chiesa non si discute, di forze dell'ordine più ne circolano e meglio è. Ma cosa possono cambiare cento, mille poliziotti in più? Cosa può offrire a Dalla Chiesa uno Stato di diritto?». Si diffuse anche la voce di possibili dimissioni di Dalla Chiesa dalla carica di prefetto e di una sua probabile nomina a ministro dell'Interno nel nuovo governo Spadolini II, notizie entrambe smentite. Qualche giorno dopo, il Presidente della Repubblica Sandro Pertini, intervistato mentre si trovava in vacanza in Val Gardena, affermò che «a Dalla Chiesa va dato tutto l’appoggio» e che «va lasciato lavorare con calma e circondato da fiducia».
Il 20 agosto, Dalla Chiesa partecipò alle commemorazioni a Ficuzza (Palermo) del quarto anniversario dell'omicidio del tenente colonnello dei carabinieri Giuseppe Russo e dell'insegnante Filippo Costa, dove tenne un discorso, considerato quasi una risposta ad alcune precedenti affermazioni del sindaco Martellucci («Non ho mai visto collegamenti fra la mafia e il Comune. E io ho occhi acuti»): 
Il 25 agosto, il ministro Rognoni ribadì nuovamente che il coordinamento antimafia spettava a Dalla Chiesa, dichiarazioni smentite dal sottosegretario agli Interni Angelo Sanza: «Dalla Chiesa non può avere a Palermo compiti che sono propri degli organi centrali, quelli cioè esistenti al Viminale o presso la Criminalpol».
Il 1º settembre, il ministro delle Finanze Rino Formica si recò in visita a Palermo e, dopo aver incontrato Dalla Chiesa, annunciò ai giornalisti che era quasi pronto un rapporto della Guardia di Finanza sugli interessi economici di ben 3.192 mafiosi che sarebbe stato presentato alla magistratura e allo stesso Dalla Chiesa.
Il 2 settembre, nel corso di un summit a Roma, il Capo della polizia Giovanni Coronas e il direttore della Criminalpol Renato Nicastro smentirono anch'essi le affermazioni di Rognoni, negando che il coordinamento antimafia sarebbe spettato a Dalla Chiesa.

### L'agguato a Palermo e la morte

La scena dell'omicidio dei coniugi Dalla Chiesa il 3 settembre 1982

Alle ore 21:15 del 3 settembre 1982, ventiquattro giorni prima del suo sessantaduesimo compleanno, la A112 sulla quale viaggiava il prefetto, guidata dalla moglie Emanuela Setti Carraro, fu affiancata in via Isidoro Carini a Palermo da una Bmw Serie 5 guidata da Calogero Ganci con a fianco Antonino Madonia dalla quale esplose 30 raffiche di Kalashnikov AK-47, che uccisero il prefetto e la moglie.

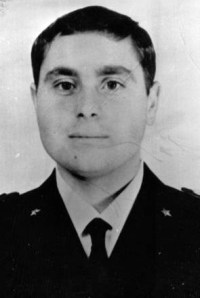
L'agente di Polizia Domenico Russo, scorta del prefetto Carlo Alberto dalla Chiesa, deceduto a Palermo il 15 settembre 1982 per le ferite riportate nell'attacco mafioso al generale e a sua moglie

Nello stesso momento l'auto con a bordo l'autista e agente di scorta, Domenico Russo, che seguiva la vettura del Prefetto, veniva affiancata da una motocicletta Honda Cb guidata da Giuseppe Lucchese con alle sue spalle Giuseppe Greco, dalla quale partì un'altra micidiale raffica di ak 47, che ferì gravemente Russo, il quale morì dopo dodici giorni all'ospedale di Palermo.

#### I funerali e la reazione dell'opinione pubblica
(Dalla sentenza-ordinanza del maxiprocesso 1985)

Il cartello apparso sul luogo della strage

Il giorno dei funerali, che si tennero il 4 settembre nella chiesa palermitana di San Domenico, una grande folla protestò contro le presenze politiche, accusandole di avere lasciato solo il generale. Vi furono attimi di tensione tra la folla e le autorità, sottoposte a lanci di monetine e insulti al limite dell'aggressione fisica. Solo il Presidente della Repubblica Sandro Pertini venne risparmiato dalla contestazione.

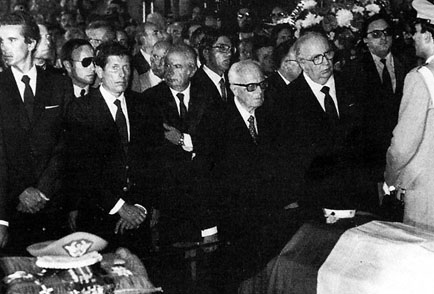
I funerali di Dalla Chiesa. Riconoscibili in prima fila: il presidente della Repubblica Sandro Pertini e Giovanni Spadolini, a quel tempo presidente del Consiglio

La figlia Rita pretese che fossero immediatamente tolte le corone di fiori inviate dalla Regione Siciliana (allora era presidente Mario D'Acquisto, che aveva duramente polemizzato con il prefetto) e volle che sul feretro del padre fossero deposti il tricolore, la sciabola, il berretto della sua divisa da Generale con le relative insegne e la sciarpa azzurra da ufficiale che hanno sempre fatto parte della sua vita 

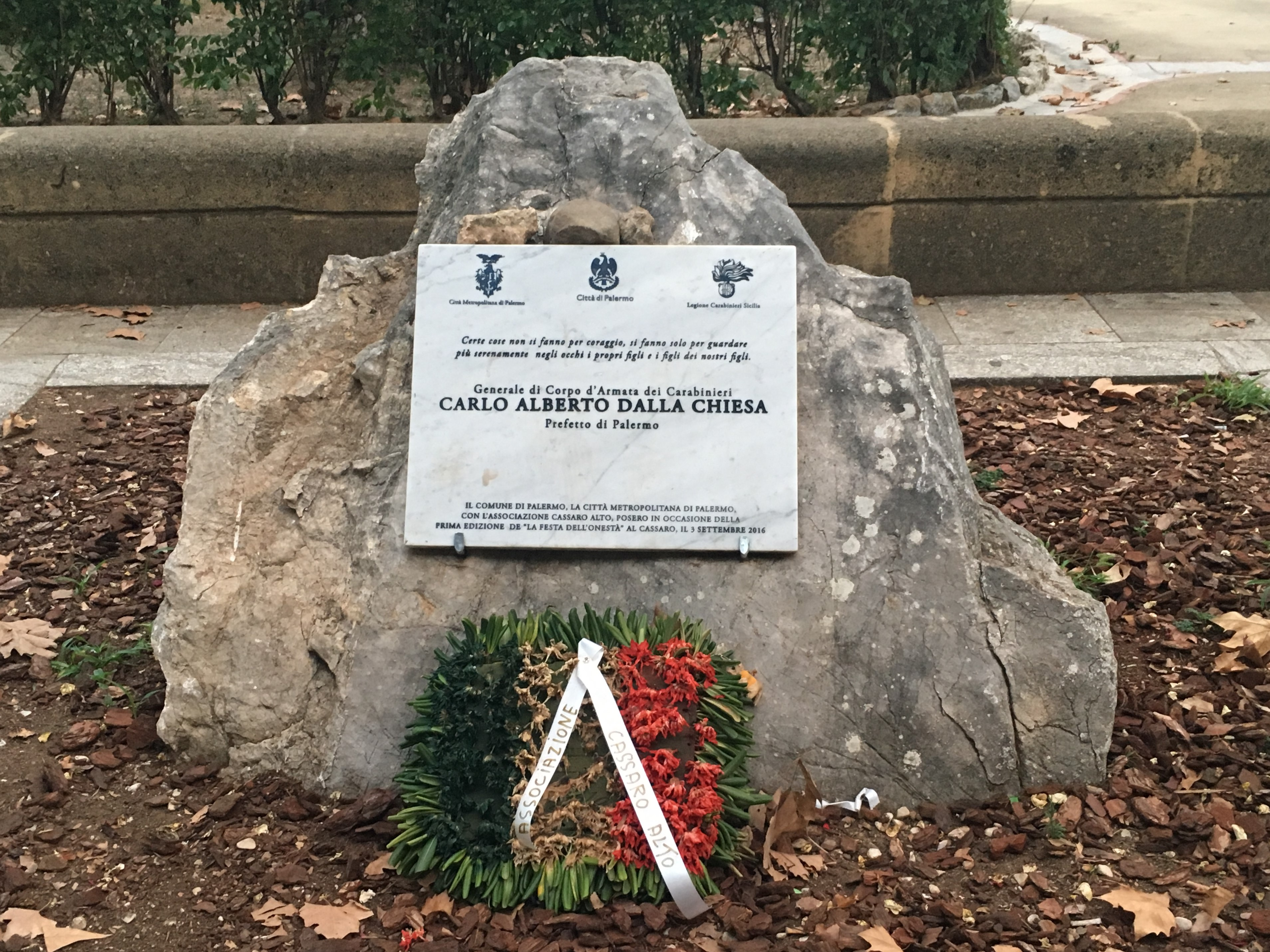
Targa commemorativa situata presso Villa Bonanno a Palermo

Dell'omelia del cardinale Pappalardo, fecero il giro dei telegiornali le seguenti parole (citazione di un passo di Tito Livio), che furono liberatorie per la folla, mentre causarono imbarazzo tra le autorità (il figlio Nando le definì "una frustata per tutti"):

#### Gli arresti e le condanne per l'omicidio
Per i tre omicidi sono stati condannati all'ergastolo come mandanti i vertici di Cosa nostra, ossia i boss Totò Riina, Bernardo Provenzano, Michele Greco, Pippo Calò, Bernardo Brusca e Nenè Geraci.
Nel 2002 sono stati condannati in primo grado, quali esecutori materiali dell'attentato, Vincenzo Galatolo e Antonino Madonia, entrambi all'ergastolo, Francesco Paolo Anzelmo e Calogero Ganci a 14 anni di reclusione ciascuno. Nella stessa sentenza si legge:
Il 4 aprile 2017 Il Fatto Quotidiano riporta la rivelazione del collaboratore di giustizia Gioacchino Pennino secondo cui l'ex eurodeputato DC Francesco Cosentino, vicino all'onorevole Giulio Andreotti, sarebbe il mandante dell'omicidio del prefetto Dalla Chiesa. Tale notizia risale all'audizione in commissione antimafia del Procuratore Generale di Palermo Roberto Scarpinato.
Nel 2018 il collaboratore di giustizia Simone Canale, affiliato alla cosca Alvaro di Sinopoli, rivela che il boss Nicola Alvaro, originario di San Procopio, detto u zoppu, appartenente alla famiglia degli Alvaro, detti "codalonga", era presente all'agguato contro il generale Dalla Chiesa, confermando le precedenti accuse contestategli nel 1982 e decadute perché il testimone contro il boss Alvaro era stato ritenuto inattendibile.

## Aspetti dibattuti

### Depistaggi nell'inchiesta De Mauro
I magistrati che a Pavia hanno condotto la seconda inchiesta (1994-2004) sulla morte di Enrico Mattei e a Palermo la terza sul caso De Mauro hanno accertato che la "pista droga", privilegiata a Palermo dai carabinieri del col. Dalla Chiesa, costituiva il perno di un depistaggio volto a impedire che l'uccisione del giornalista fosse collegata a quella di Enrico Mattei. Nel marzo-aprile 1970 Mauro De Mauro aveva accettato di supportare il presidente dell'Ente minerario siciliano Graziano Verzotto in una campagna mediatica contro i dirigenti dell'Eni che si opponevano alla costruzione del metanodotto Algeria-Sicilia e il 21 luglio successivo aveva ricevuto dal regista napoletano Francesco Rosi l'incarico di stendere una bozza di sceneggiatura sull'ultimo viaggio di Mattei in Sicilia in preparazione del film Il caso Mattei, uscito nelle sale cinematografiche nel successivo 1972. Nel corso delle sue inchieste giornalistiche il redattore de L'Ora di Palermo aveva acquisito notizie sui retroscena della morte del manager pubblico che sarebbero dovute rimanere segrete. Viceversa la questura palermitana aveva subito configurato responsabilità a carico dell'avv. Vito Guarrasi e dell'ex sen. Graziano Verzotto, ma ai primi del novembre 1970 le sue indagini furono bloccate dai vertici nazionali della polizia di stato e dei servizi segreti italiani, su direttive di politici romani.
Un secondo depistaggio dei carabinieri agli ordini di Dalla Chiesa si rese necessario nell'estate del 1971 dopo l'arresto dei boss mafiosi Giuseppe Di Cristina e Giuseppe Calderone dopo le dichiarazioni di Graziano Verzotto davanti alla commissione parlamentare antimafia (26 marzo 1971). Il 13 settembre 1971 il col. Dalla Chiesa e il suo braccio destro cap. Giuseppe Russo inscenarono un farsesco interrogatorio dell'ex senatore di origini padovane per «potenziare la pista mafiosa», rivelatasi inconsistente. Classificato dai giudici del tempo come «anomalo» e una «ingerenza nell'istruttoria in corso», esso è stato considerato da una sentenza del 2011 una «vera e propria sceneggiata, orchestrata tanto per costruire un atto processualmente spendibile» a favore di Verzotto.

### Interferenze nell'inchiesta Feltrinelli
Fu un esposto presentato dal gen. Dalla Chiesa alla magistratura torinese a metà marzo 1975 a indurre il giudice Ciro De Vincenzo a spogliarsi dell'inchiesta sulla morte di Giangiacomo Feltrinelli di cui si occupava da tre anni. Alla fine il magistrato milanese venne prosciolto dall'accusa di connivenza con le Brigate Rosse, ma intanto l'indagine passò di mano in una fase cruciale, per cui i colleghi di De Vincenzo mancarono l'occasione di identificare il misterioso "Gunther", un collaboratore dell'editore sospettato di aver provocato il fatale scoppio di Segrate, col terrorista nero Berardino Andreola. Considerato un confidente dei carabinieri, costui si era consegnato volontariamente al col. Giuseppe Russo il giorno successivo (2 febbraio 1975) al fallito sequestro dell'ex sen. Graziano Verzotto a Siracusa. Subito dopo furono un interrogatorio-farsa (5 marzo 1975) e un rapporto giudiziario (5 aprile 1975) di due ufficiali dei carabinieri, già collaboratori del gen. Dalla Chiesa, a liquidare il fascista romano come mitomane, ponendo le premesse del suo proscioglimento in sede giudiziaria.
Contemporaneamente una ricostruzione addomesticata del fallito sabotaggio del traliccio di Segrate, registrata da Andreola su un'audiocassetta e ritrovata nell'ottobre del 1974 dai carabinieri del gen. Dalla Chiesa nel covo brigatista di Robbiano di Mediglia, riuscì a convincere i magistrati milanesi del carattere volontario della presenza dell'editore milanese sotto il traliccio di Segrate e, quindi, dell'accidentalità del ferale scoppio. Al contrario, i «carabinieri del Nucleo speciale» del gen. Dalla Chiesa non seppero fornire notizie utili al giudice torinese Gian Carlo Caselli, che li aveva incaricati di indagare su Andreola, un fascista già volontario della Repubblica Sociale Italiana di Mussolini che si spacciava per discepolo di Feltrinelli. Eppure costui era ben noto al suo fidato ex collaboratore col. Russo che, pur informato in anticipo dei progetti criminali del terrorista nero, non aveva mosso un dito per prevenire l'agguato siracusano al sen. Verzotto del 1 febbraio 1975.

### Una guerra asimmetrica al terrorismo
I successi investigativi conseguiti dal gen. Dalla Chiesa si registrarono unicamente contro il terrorismo di sinistra nelle vesti dapprima di responsabile del "Nucleo speciale antiterrorismo", operante a Torino fra il maggio 1974 e il luglio 1975, e poi – a partire dall'agosto 1978 – di «Coordinatore delle forze di polizia e degli agenti informativi per la lotta contro il terrorismo», alle dirette dipendenze del ministro degli Interni Virgilio Rognoni. Coadiuvato da un ristretto numero di ufficiali qualificati e sganciati dalle strutture territoriali dell'Arma, i suoi uomini avevano saputo adottare tecniche investigative innovative, a partire dall'infiltrazione delle organizzazioni terroristiche. In compenso non si è mai capito perché, in piena "strategia della tensione in Italia" fondata anche secondo alcuni analisti sulla "teoria degli opposti estremismi", il gen. Carlo Alberto dalla Chiesa non abbia ottenuto risultati altrettanto brillanti nei confronti dell'eversione di estrema destra. E nemmeno perché il suo reparto operativo sia stato sciolto a metà 1975 dopo i successi contro le BR, che così ebbero modo di rapire e uccidere Aldo Moro. Stupisce infine che l'apposito Comitato di crisi, costituito dal ministro degli Interni Francesco Cossiga nel marzo del 1978, non si sia avvalso della sua esperienza e delle sue competenze per scoprire il carcere del popolo in cui le brigate rosse tenevano rinchiuso il loro illustre prigioniero. Il grave lutto familiare che l'aveva colpito (la morte della consorte Dora Fabbo) non spiega in alcun modo la mancata valorizzazione dei suoi uomini, tutti provvisti di grandi capacità operative. Di qui il sospetto che tale organismo, infarcito di esponenti della loggia P2 di Licio Gelli, non fosse particolarmente interessato alla liberazione dell'on. Moro, un politico che sembrava ormai rassegnato all'ingresso dei comunisti di Enrico Berlinguer al governo. Tale interpretazione risulta avvalorata dai notevoli risultati riportati dal gen. Dalla Chiesa contro le Brigate Rosse dopo il suo richiamo in servizio tramite l'utilizzo di infiltrati e di pentiti, come da lui riconosciuto nelle sue relazioni semestrali.
Altre perplessità le ha infine suscitate l'intromissione del gen. Dalla Chiesa nell'inchiesta palermitana sulla strage di Alcamo Marina (26 gennaio 1976). Quella volta furono confessioni strappate con la tortura da carabinieri del col. Russo a far condannare all'ergastolo persone risultate innocenti dopo oltre vent'anni di ingiusta detenzione. Il loro proscioglimento fa dell'eccidio di Alcamo Marina un caso giudiziario tuttora irrisolto, su cui aleggia l'ombra di una provocazione politica fallita per impreviste complicazioni.

### La richiesta di iscrizione alla P2
Il 17 marzo 1981 durante la perquisizione della Guardia di Finanza a Castiglion Fibocchi nella cassaforte di Gelli furono ritrovate, oltre agli elenchi degli affiliati alla loggia P2, anche parecchie «domande di iscrizione con firme illustri», tra cui quella del gen. Carlo Alberto dalla Chiesa. Nel suo caso le due firme di presentazione risultarono apposte dal generale della Guardia di Finanza Raffaele Giudice - poi travolto dallo scandalo dei petroli - e dal deputato democristiano Francesco Cosentino, segretario generale della Camera dei deputati. Sia il maestro venerabile Licio Gelli sia l'ex Presidente della Repubblica Francesco Cossiga hanno considerato il generale regolarmente iscritto alla Loggia massonica segreta P2. In una sua lettera il primo è arrivato a presentarlo come «un autorevole fratello della P2, emarginato, perseguitato, e poi mandato allo sbaraglio perché massone», definendolo «un martire per lo Stato, ma anche per la causa massonica». Sulla loro stessa posizione Giuliano Di Bernardo, Gran Maestro del Grande Oriente d'Italia dal 1990 al 1993.
Secondo il figlio Nando dalla Chiesa, invece, la domanda di iscrizione del generale non sarebbe mai stata accolta da Licio Gelli, rimasto sempre diffidente nei suoi confronti. Il padre l'avrebbe presentata nell'autunno del 1976, in un momento di particolare isolamento all'interno del corpo di appartenenza, su sollecitazione del gen. Franco Picchiotti, vice comandante dell'Arma. Da parte sua il gen. Dalla Chiesa non avrebbe considerato un atto grave l'appartenenza alla P2, in quanto ritenuta composta da «uomini per bene, servitori dello Stato», tant'è vero che vi aveva aderito anche il fratello Romolo dalla Chiesa, altro generale dell'Arma. Il 12 maggio 1981, di fronte ai magistrati milanesi Giuliano Turone, Gherardo Colombo e Guido Viola, il generale ha motivato la sua richiesta di iscrizione come «mezzo con cui chiarire» a se «stesso e conoscere chi […] fosse nell'ambito della massoneria e in particolare nella loggia P2».
Questa versione è riportata anche dal generale Bozzo, che la colloca in un momento di difficoltà del generale Dalla Chiesa, isolato dentro l'Arma:
Tuttavia la domanda di iscrizione sembrò creargli diversi problemi: il figlio Nando ha riferito alla primavera del 1981 «un tentativo condotto con inaudita determinazione» dal comandante generale Umberto Capuzzo «di espellerlo dall'Arma dei carabinieri». In suo favore  si espressero i ministri Virginio Rognoni e Lelio Lagorio e il gen. Eugenio Rambaldi, che si pronunciarono per l'archiviazione del suo caso.
Non si sa per certo se dal ritrovamento delle carte del memoriale Moro via Montenevoso  Dalla Chiesa conoscesse il fatto che una parte di esse fossero state sottratte e rimesse nel covo; tuttavia di tale circostanza ne sarebbe stato al corrente Licio Gelli, che ne parla al giornalista Coppetti e all'ufficiale del SIOS Umberto Nobili e questa versione si attesta anche lo storico Miguel Gotor: Le carte, verosimilmente lungo l’asse Musumeci-Santovito, dovettero raggiungere Gelli che il 2 dicembre 1978 mostrava di essere a conoscenza di due memoriali, uno consegnato alla magistratura (quello dattiloscritto) e l’altro no (quello in fotocopie di manoscritto).
Nonostante tutto Rita e Nando dalla Chiesa smentirono più volte la sua appartenenza alla P2.

### Una lotta aCosa Nostracon «sconti alla DC»
Consapevole che lo «Stato» gli aveva affidato il coordinamento della lotta contro Cosa Nostra più per perpetuare «la tranquillità della sua esistenza», che per «combattere e debellare la mafia e una politica mafiosa», il gen. Dalla Chiesa si era premunito con la richiesta di poteri adeguati e un approccio decisamente realistico alla sfida intrapresa. Così nell'intervista rilasciata il 10 agosto 1982 precisò al giornalista di Repubblica Giorgio Bocca che il suo obiettivo era quello «di contenere» e non certo «di vincere, di debellare» la mafia, presentata come un «fenomeno interno allo Stato, di cui condiziona il pulsare della vita quotidiana come le scelte strategiche». E pochi giorni prima di essere ucciso confermò ai familiari la disponibilità «a fare qualche sconto» ai democristiani «legati alla mafia», purché gli fosse consentito di «togliere il marcio» accumulatosi nei rapporti fra Cosa Nostra e politica nel corso dei decenni.
Anziché manifestazione di cinismo, simili propositi si prestano ad essere interpretati come prova di realismo, perché nascevano dalla consapevolezza che un'azione di contrasto frontale a Cosa Nostra era destinata all'insuccesso senza l'appoggio convinto e solidale di tutte le forze politiche e di tutte le Istituzioni. Alla prova dei fatti la sua disponibilità a non delegittimare il maggior partito di governo con la riesumazione di vecchi scheletri custoditi negli armadi dei diversi Palazzi del potere non bastò a superare la diffidenza della corrente andreottiana, da lui qualificata come «la famiglia politica più inquinata» dell'isola. Di qui il sospetto che all'agguato di via Carini non sia rimasta estranea una volontà politica ancora legata al voto di scambio e alla logica della convivenza non conflittuale con Cosa Nostra. Non per niente Tommaso Buscetta ritardò fino al 1994 le sue rivelazioni in tema di rapporti fra politici e uomini d'onore, avendo in precedenza constatato la mancanza di «una seria volontà dello Stato di combattere il fenomeno mafioso» e la permanenza nella «vita politica attiva» dei «personaggi mafiosi di cui» avrebbe dovuto «parlare».

### Idossiere i documenti segreti
Allo stesso approccio realistico dev'essere ricondotta l'adombrata disponibilità del gen. Dalla Chiesa ad usare delicati dossiers in suo possesso sia come arma di pressione nei confronti di una certa classe politica restia a prendere le distanze da Cosa Nostra, che come strumento di tutela della propria incolumità. Confermata da familiari e da altre fonti, l'ipotesi ha acquistato ulteriore credito dalla sparizione, all'indomani della sua uccisione, dei documenti conservati nella sua cassaforte e nella sua borsa personale. Difficile, però, credere che essi coincidessero con alcune delle carte da lui ritrovate nel covo brigatista milanese di via Monte Nevoso e non consegnate ai magistrati, visto che neppure il secondo memoriale Moro, reso pubblico nel 1990, conteneva «novità inedite […] rispetto a quello del 1978». Al possesso di materiale di diverso genere fanno pensare i suoi numerosi incontri con Mino Pecorelli, un giornalista in grado di pubblicare notizie riservate perché notoriamente avente molte conoscenze nei servizi segreti. In effetti su OP (Osservatorio Politico) del 18 ottobre 1978 Pecorelli aveva scritto che Dalla Chiesa («il generale Amen») era riuscito a individuare la prigione nella quale le brigate rosse tenevano prigioniero Aldo Moro e ne aveva informato il ministro dell'Interno, ma Cossiga non sarebbe intervenuto perché «costretto a non intervenire». Con l'uccisione di Moro il generale era diventato un pericoloso testimone, per cui Pecorelli scrisse che di lì a poco sarebbe stato assassinato. Lo stesso Pecorelli venne ucciso pochi giorni dopo aver dichiarato di voler pubblicare integralmente su OP un dossier sulle responsabilità politiche del sequestro Moro.
Di notizie imbarazzanti per la classe politica di governo il gen. Dalla Chiesa ne avrebbe presumibilmente averne acquisite molte nel corso del suo quarantennale servizio, a partire dai retroscena del delitto di Enrico Mattei – probabile oggetto di un suo interessamento la sera stessa della sciagura aerea di Bascapé (27 ottobre 1962) - per finire con quelli De Mauro, Feltrinelli, Moro, per citarne alcuni. Risulta pertanto plausibile che abbia confidato su informazioni riservate di questo genere, anziché sulla benevolenza di Gelli e della loggia P2, per vincere le ostilità di certi settori dell'Arma e del mondo politico e far carriera ottenendo, in rapida successione, il coordinamento della lotta alle brigate rosse (1978) e alla mafia (1982), il comando della divisione "Pastrengo" (1979) e il vice comando dell'Arma (1981), massima carica a cui potesse allora aspirare un generale dei carabinieri.

### L'ideologia ed il senso del dovere
Anche i comportamenti del gen. Dalla Chiesa poco compatibili dal punto di vista dell'osservanza giuridica o costituzionale appaiono in sintonia con la funzione di stabilizzazione politica in chiave conservatrice svolta dall'Arma dei carabinieri nei primi decenni del dopoguerra, oltre che con le sue personali estrazione sociale e formazione culturale. Il figlio Nando gli ha attribuito una visione paternalistica della democrazia, definendolo in Delitto imperfetto un «uomo del Novecento con profonde radici nel secolo precedente», vale a dire nell'Ottocento. Il senso delle gerarchie e l'innata deferenza nei confronti della legge e dell'ordine costituito fecero di lui un leale servitore dello Stato anche negli anni più bui della guerra fredda, quando componenti non marginali delle istituzioni strizzarono l'occhio all'eversione di destra. Lo stesso figlio Nando lo riteneva «capace anche di spregiudicati compromessi, ma sempre nel vincolo di quello che egli riteneva fosse il superiore interesse dello Stato». Emblematica in questo senso la battuta attribuitagli da Elda Barbieri, vedova De Mauro: «Signora, non insista su questa tesi, perché, se così fosse, ci troveremmo dinanzi ad un delitto di Stato e io non vado contro lo Stato». Di qui la decisione dei giudici di una Corte d'Assise di Palermo di elevarlo, nella sentenza emessa il 10 giugno 2011, a «prototipo» dei «tanti, troppi servitori fedeli dello Stato, custodi della rispettabilità e dell'onore delle istituzioni», per i quali era «intollerabile anche la sola idea che all'interno» delle stesse «avesse potuto germinare un complotto» della «natura e portata» messe in luce dalla loro inchiesta sulla scomparsa del giornalista.
Un acuto sentimento dell'onore e della legalità potrebbero, in compenso, spiegare le posizioni politicamente scomode assunte da un certo momento in avanti. Nella citata deposizione davanti ai giudici milanesi (12 maggio 1981), Carlo Alberto dalla Chiesa attribuì lo scioglimento del suo reparto torinese antiterrorismo al fatto che esso «aveva ormai assunto per molti versi la fisionomia più ampia di un nucleo contro il terrorismo in genere», dopo che egli stesso aveva disposto che «un ufficiale e sei, sette sottufficiali si dedicassero esclusivamente a penetrare l'ambiente di estrema destra». Secondo il figlio Nando il padre avrebbe anche dato, sia pure «a titolo esclusivamente personale», un «contributo alle indagini per la strage di Bologna» del 2 agosto 1980, che avevano incontrato «ostacoli e vischiosità in alcuni livelli regionali dell'Arma». Avrebbe poi assunto il coordinamento della lotta alla mafia per un alto senso del dovere, cioè per poter «continuare a guardare serenamente negli occhi i propri figli e i figli dei propri figli». Negli anni di servizio trascorsi in Sicilia tra il 1949 e il 1973 aveva avuto modo di conoscere a fondo la pervasività di Cosa Nostra e dei suoi legami con la politica. Nel 1982 l'evoluzione democratica del partito comunista e la riduzione della sua presa sulla società civile devono averlo convinto del venir meno anche di quest'ultimo alibi politico. Secondo il figlio Nando pagò con la vita la sua generosità e l'affezione alla divisa restituendo «credibilità e prestigio a istituzioni militari» – in primis l'Arma dei carabinieri – «che nella coscienza dei più si erano ridotte a laboratorio di complotti o a inesauribile alimento della satira popolare», specie nella barzellettistica. Diversi ambienti politici non lo assecondarono affatto nell'opera di moralizzazione della vita pubblica, ma un decennio più tardi finirono tutti travolti dall'implosione della Prima Repubblica sotto il peso di Tangentopoli.

## Opere
- Michele Navarra e la mafia del corleonese, Palermo, La Zisa, 1990
- In nome del popolo italiano, (autobiografia a cura di Nando dalla Chiesa), Milano, Rizzoli, 1997
- Carlo Alberto dalla Chiesa, La vita è lotta (antologia di scritti), Roma, Edizioni di Comunità, 2025

## Nella cultura di massa

### Cinema
- Cento giorni a Palermo, regia di Giuseppe Ferrara (1984), interpretato da Lino Ventura.
- Placido Rizzotto, regia di Pasquale Scimeca (2000), interpretato da Arturo Todaro.
- Rivivendo Carlo Alberto dalla Chiesa, regia di Lorenzo Rossi Espagnet (2012)[98]
- La mafia uccide solo d'estate, regia di Pierfrancesco Diliberto (2013), interpretato da Turi Giuffrida.

### Televisione
- Il generale Dalla Chiesa (2007), miniserie televisiva  trasmessa su Canale 5[99], interpretato da Giancarlo Giannini.
- Generale Carlo Alberto dalla Chiesa - La storia siamo noi, documentario, trasmesso su Rai 3
- Il capo dei capi (2007), miniserie televisiva trasmessa su Canale 5, interpretato da Pierluigi Misasi.
- L'ultimo dei Corleonesi (2007), film tv trasmesso su Rai 1, interpretato da Rodolfo Corsato.
- Il nostro generale (2023), fiction trasmessa su Rai 1, interpretato da Sergio Castellitto.

### Bibliografiche
1. ↑  Cfr. la firma degli articoli del figlio Nando dalla Chiesa (con la "d" minuscola) sul suo blog personale.
2. ↑   Biografia sul sito Ansa, su ansa.it. URL consultato il 23 marzo 2010 (archiviato il 22 giugno 2018).
3. ↑  Generale Carlo Alberto dalla Chiesa - Il prefetto dei cento giorni Archiviato l'11 dicembre 2012 in Internet Archive., documentario di Rai Storia
4. 1 2 3   DALLA CHIESA, Carlo Alberto in "Dizionario Biografico", su treccani.it. URL consultato il 5 maggio 2021.
5. 1 2   Angelo Greco, Una buona filosofia pratica di vita, Youcanprint, 24 giugno 2015, ISBN 9788891188939. URL consultato il 4 ottobre 2017 (archiviato il 15 ottobre 2018).
6. 1 2   Benito Li Vigni, Morte di un Generale: Carlo Alberto dalla Chiesa ucciso da un complotto stato-mafia, Sovera Edizioni, 2014, ISBN 9788866522263. URL consultato il 4 ottobre 2017 (archiviato il 15 ottobre 2018).
7. 1 2   Dalla Chièsa, Carlo Alberto, su treccani.it. URL consultato il 13 marzo 2016 (archiviato il 14 marzo 2016).
8. ↑   Virgilio Ilari, I Carabinieri, Soldiershop Publishing, 2 marzo 2015, ISBN 9788899158071. URL consultato il 17 dicembre 2017.
9. ↑   Generale Carlo Alberto Dalla Chiesa - Il prefetto dei cento giorni - La Storia siamo noi. URL consultato il 14 novembre 2017 (archiviato dall'url originale l'11 dicembre 2012).
10. 1 2 3 4 5 6   Carlo Alberto dalla Chiesa sul sito dei Carabinieri, su carabinieri.it (archiviato dall'url originale il 27 settembre 2007).
11. 1 2 3 4 5  Il generale Dalla Chiesa - Marco Nese e Ettore Serio - AdnKronos 1982.
12. ↑  «Io, Carlo Alberto dalla Chiesa, e la lezione ignorata di mio nonno» Archiviato il 12 dicembre 2012 in Internet Archive. Corriere della Sera - 2 settembre 2002
13. 1 2  XX Anniversario della morte del generale Carlo Alberto dalla Chiesa Ministero della difesa
14. ↑   Enrico Deaglio, L'ANALISI LA FINE DI UN'ERA., in La Stampa, 16 gennaio 1993. URL consultato il 3 luglio 2021 (archiviato dall'url originale l'8 luglio 2012).
15. ↑   Romina Marceca, Dalla Chiesa sapeva dov'era Rizzotto ma il ministero gli negò i fondi, su palermo.repubblica.it, 12 marzo 2012. URL consultato il 4 agosto 2020 (archiviato il 23 marzo 2020).
16. ↑   Scheda del generale Carlo Alberto dalla Chiesa, in ANSA. URL consultato il 23 marzo 2010 (archiviato il 22 giugno 2018).
17. 1 2 3 4 5 6 7 8 9 10 11 12 13 14 15   Egidio Ceccato, Delitti di mafia, depistaggi di Stato, Gli intrecci fra mafia, estremismo fascista e istituzioni deviate nelle vicende Mattei, De Mauro, Verzotto e Dalla Chiesa, Roma, Castelvecchi, 2020, ISBN 978-88-3290-104-7.
18. ↑   DALLA CHIESA, Carlo Alberto in "Dizionario Biografico", su treccani.it. URL consultato il 17 marzo 2021.
19. ↑   LO STATO RIMASE INERTE E CHI SAPEVA FU UCCISO, su Archivio - la Repubblica.it. URL consultato il 1º settembre 2022 (archiviato il 23 aprile 2021).
20. ↑  Per l'intera sequenza degli atti di indagine, v.  Pubblicazione di atti della Grande Antimafia (legislature IV-V-VI), su parlamento.it. URL consultato il 1º settembre 2022 (archiviato il 6 dicembre 2021).
21. ↑   Allegato n. 2 Cenni biografici su Gerlando Alberti (PDF), Documenti della Commissione Parlamentare Antimafia - VI LEGISLATURA.
22. ↑   Sen. Luigi Carraro, Capitolo IV. Le ramificazioni territoriali della mafia (PDF), Relazione finale della Commissione Parlamentare Antimafia - VI LEGISLATURA.
23. ↑   Relazione della Commissione Parlamentare Antimafia- VI LEGISLATURA (PDF).
24. ↑  Quando uccisero Dalla Chiesa La Repubblica - 24 ottobre 2008
25. ↑  Dalla Chiesa, nemico invisibile che mise in ginocchio le Br Archiviato il 12 gennaio 2010 in Internet Archive. La Repubblica - 3 settembre 2002
26. ↑   'Qui Radio Gap...' la banda 22 ottobre, un romanzo criminale, in La Repubblica, 13 settembre 2008. URL consultato il 24 marzo 2010 (archiviato il 4 marzo 2016).
27. ↑   Solo uno rinviato a giudizio per la strage nella prigione (PDF), su archivio.unita.news, L'Unità, 26 luglio 1977.
28. ↑   L’altra verità sulla strage nel carcere, su La Stampa, 16 maggio 2014. URL consultato il 22 gennaio 2023.
29. ↑   La rivolta nel carcere 40 anni fa: video testimonianze e verità scomode - La Stampa, su lastampa.it. URL consultato il 18 gennaio 2016 (archiviato dall'url originale il 3 maggio 2016).
30. 1 2   Caselli: i miei otto annicon il generale Dalla Chiesa, su la Repubblica, 3 settembre 2012. URL consultato il 24 settembre 2023.
31. 1 2 3 4 5 6   Video e descrizioni sulla storia di Dalla Chiesa tratti dalla puntata di La storia siamo noi, su lastoriasiamonoi.rai.it (archiviato dall'url originale l'11 settembre 2007).
32. ↑   1976, finisce a Porta Ticinese la fuga del br Renato Curcio, in Corriere della Sera, 3 dicembre 2008. URL consultato il 24 marzo 2010 (archiviato il 12 dicembre 2012).
33. ↑   'PECI? LO INTERROGAI IO E MI SEMBRAVA SINCERO' - la Repubblica.it, su Archivio - la Repubblica.it, 9 giugno 1988. URL consultato il 24 settembre 2023.
34. ↑  TORNA IN LIBERTÀ PATRIZIO PECI IL CAPOSTIPITE DEI PENTITI BR La Repubblica - 1º marzo 1986
35. ↑  A caccia del "fantasma" Patrizio Peci il compagno che uccise le Brigate Rosse Il Giornale - 19 ottobre 2008
36. ↑   Repubblica, su ricerca.repubblica.it. URL consultato il 4 agosto 2020 (archiviato il 5 settembre 2018).
37. ↑  Intervista a Nello Martellucci, Il Resto del Carlino, 30 marzo 1982.
38. 1 2 3 4 5 6 7 8 9 10 11 12 13 14 15 16 17 18 19 20 21 22 23 24 25 26   Nando Dalla Chiesa, Delitto imperfetto. Il generale, la mafia, la società italiana, Melampo, 2007, ISBN 9788889533208. URL consultato il 24 ottobre 2017 (archiviato il 25 ottobre 2017).
39. ↑  Francesco Ingargiola, Salvatore Barresi, Trib. Palermo, V Sez. Pen., Sentenza n. 881/1999 del 23 ottobre 1999 nei confronti di Andreotti Giulio, capitolo IV – Sez. II - § 2 – I rapporti intrattenuti da Salvatore Lima con esponenti mafiosi (pp. 361-520).
40. ↑   Flavio Carbone, Il discorso del Generale Carlo Alberto Dalla Chiesa, in Rassegna dell'Arma dei Carabinieri, n. 2, aprile/giugno 2018.
41. 1 2   Strage alla circonvallazione i sicari adesso hanno un volto - la Repubblica.it, su Archivio - la Repubblica.it, 11 ottobre 2003. URL consultato il 5 luglio 2025.
42. 1 2 3 4 5 6 7  AA.VV., Morte di un generale: l'assassinio di Carlo Alberto dalla Chiesa, la mafia, la droga, il potere politico, Milano, Mondadori, 1982.
43. ↑   LA NOSTRA STORIA, su LEGA CONTRO LA DROGA (APS), 21 agosto 2022. URL consultato il 7 luglio 2025.
44. ↑  Tratto da un articolo de «L’Ora» del 30 giugno 1982.
45. ↑   Palermo, un'opera per ricordare il generale Dalla Chiesa a 35 anni dalla sua scomparsa, in palermomania.it, 1º settembre 2017. URL consultato il 4 agosto 2020 (archiviato il 2 ottobre 2017).
46. ↑   Pippo Giordano, Andrea Cottone, Il sopravvissuto, Lit Edizioni srl, ISBN 978-88-6826-654-7. URL consultato il 13 marzo 2016 (archiviato il 13 marzo 2016).
47. ↑   Vincenzo Vasile, Palermo: per mafia e droga venti arresti e 160 denunce (PDF), in L'Unità, 13 luglio 1982.
48. ↑   Giovanni Falcone e Marcelle Padovani, Cose di Cosa Nostra, 1991, su books.google.it. URL consultato il 4 agosto 2020 (archiviato il 24 aprile 2015).
49. ↑   Giuseppe Ayala, Chi ha paura muore ogni giorno, 2010, su books.google.it. URL consultato il 4 agosto 2020 (archiviato il 24 aprile 2015).
50. 1 2 3   Intervista del Generale a Giorgio Bocca, in La Repubblica, 10 agosto 1982. URL consultato il 18 marzo 2013 (archiviato il 4 gennaio 2014).
51. ↑   Doc. XXIII n. 48, su legislature.camera.it. URL consultato il 18 marzo 2013 (archiviato il 19 aprile 2014).
52. ↑  Intervista a Mario D'Acquisto, Corriere della Sera, 15 agosto 1982.
53. ↑  Intervista a Francesco Abatelli, La Repubblica, 12 agosto 1982.
54. 1 2  Intervista al sindaco Martellucci, Giornale di Sicilia, 12 agosto 1982.
55. ↑  Più uomini e mezzi… ma niente poteri a dalla Chiesa, L'Ora, 13 agosto 1982.
56. ↑  Intervista a Nello Martellucci, La Repubblica, 14 agosto 1982.
57. ↑   Dalla Chiesa, un generale in Sicilia | Il discorso di Carlo Alberto Dalla Chiesa, in memoria di Giuseppe Russo | RaiPlay Sound, su RaiPlaySound. URL consultato il 7 luglio 2025.
58. ↑  Corrado Stajano, Mafia. L'atto d'accusa dei giudici di Palermo, a cura di, Roma, Editori Riuniti, 1986, ISBN 88-359-2954-7.
59. ↑   Saverio Lodato, Il generale disarmato, in Trent'anni di mafia, Rizzoli, 2008,  p. 99, ISBN 978-88-17-01136-5.
60. ↑  Benito Li Vigni, Morte di un Generale: Carlo Alberto dalla Chiesa ucciso da un complotto stato-mafia, Sovera Edizioni, Roma, 2014
61. ↑   La Dalla Chiesa si confessa al nuovo "Sorrisi e Canzoni", in La Stampa, 3 settembre 2007 (archiviato dall'url originale il 16 luglio 2008).
62. ↑   Totò Riina, Rita Dalla Chiesa, mio padre una morte dignitosa non l'ha avuta, su youtube.com, 7 giugno 2017.
63. ↑   Palermo, è morto il cardinale Pappalardo simbolo della lotta contro la mafia, in La Repubblica, 10 dicembre 2006. URL consultato il 24 marzo 2010 (archiviato l'8 aprile 2009).
64. ↑  Pappalardo, quel grido in cattedrale - l'Unità, 11 dicembre 2006
65. ↑   Delitto Dalla Chiesa: ottavo ergastolo a Riina, in Corriere della Sera, 18 marzo 1995. URL consultato il 25 marzo 2010 (archiviato il 3 ottobre 2015).
66. ↑   Palermo, delitto Dalla Chiesa, due ergastoli dopo 20 anni, in Corriere della Sera, 23 marzo 2002.
67. ↑   Dalla Chiesa: un intreccio di segreti lungo trent'anni, su ansa.it, 29 agosto 2012 (archiviato il 2 ottobre 2017).
68. ↑   Dalla Chiesa, il mandante fu il deputato Cosentino, su ilfattoquotidiano.it, 4 aprile 2017. URL consultato il 4 agosto 2020 (archiviato il 21 ottobre 2018).
69. ↑   Reggio Calabria, il pentito Simone Canale: "Il generale Dalla Chiesa ucciso dal boss Nicola Alvaro", in ilfattoquotidiano.it, 14 marzo 2018. URL consultato il 14 marzo 2018 (archiviato il 14 marzo 2018).
70. 1 2  Deposizione dell'ex giudice istruttore Mario Fratantonio davanti al p.m. Vincenzo Calia, Palermo 20 febbraio 1998.
71. ↑  Motivazioni della sentenza emessa dalla terza sezione della Corte d'Assise di Palermo in data 10 giugno 2011, a firma del presidente Giancarlo Trizzino e del giudice estensore Angelo Pellino, p. 2087.
72. 1 2   Egidio Ceccato, Giangiacomo Feltrinelli, un omicidio politico, Roma, Castelvecchi, 2018, ISBN 978-88-3282-268-7.
73. ↑  Commissione parlamentare d'inchiesta sul terrorismo in Italia e sulle cause della mancata individuazione dei responsabili, Audizione del generale dell'Arma dei carabinieri Nicolò Bozzo, 21 gennaio 1998.
74. ↑  Commissione parlamentare d'inchiesta sulla strage di via Fani, sul sequestro e l'uccisione di Aldo Moro e sul terrorismo in Italia, Relazione sui risultati conseguiti dal personale dipendente nel corso del primo semestre della costituzione della organizzazione (10 settembre 1978-10 marzo 1979), Doc. XXIII n. 5 volume centosettesimo, Roma, 13 marzo 1979
75. ↑  Alcamo: la creatura di Dalla Chiesa all'Ucciardone, Lotta continua, 19 febbraio 1976.
76. ↑   Aa.VV. e Carlo Rognoni, L'Italia della P2, Milano, Mondadori, 1981,  p. 60.
77. ↑   Gioacchino Pennino, Il vescovo di Cosa Nostra, Sovera Edizioni, 2006, ISBN 9788881245284. URL consultato il 24 ottobre 2017 (archiviato il 25 ottobre 2017).
78. ↑   Solange Manfredi, Psyops, Lulu.com, 12 aprile 2015, ISBN 9781326006914. URL consultato il 24 ottobre 2017.
79. ↑   Le lettere di Licio Gelli: “Carlo Alberto dalla Chiesa è un fratello massone, la lista P2 è incompleta”. URL consultato il 13 febbraio 2020 (archiviato il 13 febbraio 2020).
80. ↑   Arnaldo Piero Carpi, Il Venerabile, Torino, Gribaudo & Zarotti, 1993,  p. 443.
81. ↑   Enrico Deaglio, Patria 1978-2008, Il Saggiatore, 23 novembre 2010, ISBN 9788865760680. URL consultato il 24 ottobre 2017 (archiviato il 18 giugno 2018).
82. 1 2  G. Passalacqua, "Sciolsero il nucleo speciale quando indagavo sulla destra", La Repubblica, 17 dicembre 1985
83. ↑   Michele Ruggiero, Nei secoli Fedele, Fratelli Frilli Editore.
84. ↑   Luca Innocenti, La democrazia del piombo, Fuori|Onda.
85. ↑   Miguel Gotor, Il memoriale della Repubblica, Einaudi.
86. ↑   Rita Dalla Chiesa furiosa con Michele Santoro dopo la puntata di ‘M’ su suo padre: cosa è successo in diretta, su funweek.it, 18 giugno 2018. URL consultato il 13 settembre 2023 (archiviato dall'url originale il 4 luglio 2018).
87. ↑  Deposizioni di Tommaso Buscetta davanti al giudice G. Falcone, Embassy suites (New Jersey, Usa), 1 febbraio 1988
88. ↑  Sentenza della Suprema Corte di Cassazione, sezioni penali unite, presieduta dal dr. Nicola Marvulli, Roma 30 ottobre 2003.
89. 1 2   Pino Casamassima, Il libro nero delle Brigate Rosse, Newton Compton Editori, 26 novembre 2012, ISBN 978-88-541-4691-4.
90. ↑  I giudici: "Il delitto Pecorelli nell'interesse di Andreotti", in La Repubblica, 13 febbraio 2003.
91. ↑  Intreccio Pecorelli Moro, già da un anno s' indaga, in Corriere della Sera, 15 aprile 1993
92. ↑  Deposizione del col. Luigi Reitani davanti al p.m. Vincenzo Calia, Pavia 1 marzo 1995.
93. ↑  Motivazioni della sentenza emessa dalla terza sezione della Corte d'Assise di Palermo in data 10 giugno 2011, a firma del presidente Giancarlo Trizzino e del giudice estensore Angelo Pellino, p. 1580
94. ↑   Foto dove sono visibili le onorificenze (JPG), su img222.imageshack.us. URL consultato il 3 luglio 2021 (archiviato dall'url originale l'11 luglio 2012).
95. 1 2   Sito web del Quirinale: dettaglio decorato, su quirinale.it. URL consultato il 23 luglio 2010 (archiviato il 7 ottobre 2015).
96. ↑   Sito web del Quirinale: dettaglio decorato, su quirinale.it.
97. ↑   Sito web del Quirinale: dettaglio decorato, su quirinale.it. URL consultato il 6 novembre 2011 (archiviato l'8 dicembre 2015).
98. ↑   Archiviato il 22 ottobre 2012 in Internet Archive. cinemaitaliano.info
99. ↑  «Dalla Chiesa abbandonato nella battaglia» Archiviato l'11 marzo 2014 in Internet Archive. Il Centro - 10 settembre 2007